# Ocean’s 8
Ocean’s 8 – amerykański film komediowy z 2018, będący spin-offem serii rozpoczętej filmem Ocean’s Eleven: Ryzykowna gra.

## Fabuła
Ekipa składająca się z 8 kobiet organizuje skok stulecia na biżuterię podczas dorocznej gali w nowojorskim muzeum sztuki, bowiem ich celem jest wart 150 mln dolarów diamentowy naszyjnik. Zespół tworzy Debbie Ocean - młodsza siostra Danny'ego Oceana. Angażuje ona do skoku swoją dawną przyjaciółkę - także przestępcę Lou oraz bankrutującą projektantkę mody Rose Weil, producentkę biżuterii Amitę, chętną do wyprowadzki z domu matki, hakerkę Nine Ball, kobietę-kieszonkowca Constance oraz spekulantkę i paserkę Tammy. Ich cichym wspólnikiem zostaje piękna aktorka Daphne Kluger.

## Obsada
- Sandra Bullock – Debbie Ocean
- Cate Blanchett – Lou Miller
- Anne Hathaway – Daphne Kluger
- Mindy Kaling – Amita
- Sarah Paulson – Tammy
- Awkwafina – Constance
- Rihanna – Nine Ball/Leslie,
- Helena Bonham Carter – Rose Weil
- Richard Armitage – Claude Becker
- James Corden – John Frazier

## Odbiór

### Box office
Budżet filmu jest szacowany na 70 milionów dolarów. W Stanach Zjednoczonych i Kanadzie film zarobił ponad 140 mln USD. W innych krajach zyski wyniosły ponad 157, a łączny zysk ponad 297,7 milionów dolarów.

### Krytyka w mediach
Film spotkał się z mieszaną reakcją krytyków. W serwisie Rotten Tomatoes 69% z 277 recenzji jest pozytywne, a średnia ocen wyniosła 6,25/10. Na portalu Metacritic średnia ocen z 50 recenzji wyniosła 61 punktów na 100.